# Mimoniades
Genre
Mimoniades est un genre de lépidoptères de la famille des Hesperiidae, de la sous-famille des Pyrginae et de la tribu des Pyrrhopygini.

## Dénomination
Le genre Mimoniades a été nommé par Jakob Hübner en 1823.

## Sous-espèces
- Mimoniades baroni (Godman & Salvin, 1895); présent au Pérou.
- Mimoniades montana J. Zikán, 1938; présent au Brésil.
- Mimoniades nurscia (Swainson, 1821); présent en Colombie et en Équateur
- Mimoniades ocyalus Hübner, 1823; présent au Brésil.
- Mimoniades versicolor (Latreille, [1824]); présent en Équateur, en Bolivie, au Pérou et au Brésil[1].